# Jean-Roger Caussimon
Jean-Roger Caussimon (ur. 24 lipca 1918 w Paryżu; zm. 20 października 1985 tamże) – francuski aktor filmowy i teatralny; a także piosenkarz i autor tekstów piosenek znany ze współpracy z poetą i pieśniarzem Léo Ferré.
Jako aktor zagrał, w trwającej 40 lat kariery w blisko 100 filmach. Wystąpił m.in. w roli Lorda MacRashleya w komedii Fantomas kontra Scotland Yard (1967).
Zmarł w paryskim szpitalu na raka płuc w wieku 67 lat. Jego ciało poddano kremacji, a prochy zostały rozsypane w Oceanie Atlantyckim u wybrzeży wyspy Belle-Île.

## Wybrana filmografia
- François Villon (1946) jako uczeń
- Pétrus (1946) jako Milou, fałszerz
- Julia albo klucze do snów (1950) jako giermek/Monsieur Bellanger
- Czerwona róża (1951) jako mężczyzna przy barze
- Czerwona oberża (1951) jako Dauvin, podróżnik
- Królowa Margot (1954) jako naczelnik więzienia
- Francuski kankan (1954) jako baron Adrien Walter
- Pozdrowienia od Goryla (1958) jako Leon
- Powrót doktora Mabuse (1961) jako Küster
- La Fayette (1961) jako Jean-Frédéric Phélypeaux
- Tomasz oszust (1964) jako biskup
- Piramida Boga Słońca (1965) jako gen. François Achille Bazaine
- Skarb Azteków (1965) jako gen. François Achille Bazaine
- Agent o dwóch twarzach (1966) jako generał Luftwaffe
- Fantomas kontra Scotland Yard (1967) jako Lord Edward MacRashley
- Mordercy w imieniu prawa (1971) jako komisarz Lagache
- Niech się zacznie zabawa (1975) jako kardynał
- Sędzia i zabójca (1976) jako uliczny śpiewak
- Żandarm i kosmici (1978) jako biskup
- Nędznicy (1982) jako członek konwentu